# Expert Group on Accessibility
Die Expert Group on Accessibility ist eine von der Europäischen Kommission eingesetzte Expertengruppe für die Entwicklung eines hindernisfreien Europas für alle.
Ziel ist es, dass überall in der EU Barrierefreiheit entstehen soll; die Gruppe soll sich mit allen relevanten Bereichen (Bauwesen, Gesundheit und Sicherheit am Arbeitsplatz, Informations- und Kommunikationstechnologien, Bildung usw.) auseinandersetzen.

## Mitglieder der Expertengruppe
- Gabrielle Clotuche, Belgien

- Europäische Kommission
- Domenico Lenarduzzi, Italien

- Ehren-Generaldirektor der Generaldirektion Erziehung und Kultur der Europäischen Kommission
- Bas Treffers, Niederlande

- Vizepräsident des Europäischen Behindertenforums EDF
- Alain Sagne, Frankreich

- Conseil des Architectes d’Europe (CAE)
- Fionnuala Rogerson, Irland

- Architects Council of Europe (ACE), Royal Institute of the Architects of Ireland
- Sarah Langton-Lockton, Vereinigtes Königreich

- Centre for Accessible Environments
- Cristina Rodriguez-Porrero, Spanien

- Direktorin der Organisation Centro Estatal de Autonomía Personal y Ayudas Técnicas
- Mitzi Bollani, Italien

- Architektin, Gründerin von „Senza Barriere“
- C.J. Walsh, Irland

- Architekt, Communications Director of the Global Alliance on Accessible Technologies & EnvironmentS
- Mike Freshney, Vereinigtes Königreich

- Architekt, Chairman of NHBC (National House-Building Council) Standards Review Group
- Luc Rivet, Belgien

- European Lift (Elevator) Association (EEA)
- Peter Neumann, Deutschland

- NeumannConsult